# Zanna
Zanna är ett släkte av insekter. Zanna ingår i familjen lyktstritar.

## Dottertaxa tillZanna, i alfabetisk ordning[1]
- Zanna affinis
- Zanna angolana
- Zanna ascendens
- Zanna beieri
- Zanna bouriezi
- Zanna capensis
- Zanna chennelli
- Zanna chinensis
- Zanna chopardi
- Zanna clavaticeps
- Zanna dalyi
- Zanna distanti
- Zanna dohrni
- Zanna flammea
- Zanna intricata
- Zanna javanensis
- Zanna madagascariensis
- Zanna natalensis
- Zanna nobilis
- Zanna noduligera
- Zanna orientalis
- Zanna ornata
- Zanna pauliani
- Zanna pulmuncula
- Zanna punctata
- Zanna pustulosa
- Zanna rendalli
- Zanna schweizeri
- Zanna soni
- Zanna tapira
- Zanna tenebrosa
- Zanna terminalis
- Zanna turrita
- Zanna westwoodi
- Zanna wroughtoni